# Anasoft Litera
Anasoft Litera je slovenská literární cena pro nejlepší prozaické slovenské dílo. Je udělována každoročně v září, od roku 2006. Zohledňuje automaticky všechny prozaické knihy vydané občany Slovenské republiky (na rozdíl třeba od české ceny Magnesia Litera, do níž je nutno soutěžící knihy přihlásit). Vítěz získává peněžitou odměnu ve výši 10 000 €. O vítězi rozhoduje pětičlenná porota, která se každý rok obměňuje. Jejími členy jsou obvykle literární vědci, kritici nebo spisovatelé, ovšem nikoli spisovatelé slovenské prózy (proti tomu mohou být členy poroty prozaici čeští, v roce 2021 to byla například Radka Denemarková). Uděluje se však i cena čtenářů (do roku 2014 to byli čtenáři deníku Sme, od roku 2014 jde o všeobecnou anketu). Od roku 2017 se uděluje také vedlejší cena René, ve které hlasují studenti gymnázií. Cenu organizuje soukromé sdružení ars litera, které založili Katarína Kucbelová a Marek Turňa. Od počátků ceny je součástí názvu její hlavní sponzor, softwarová společnost Anasoft. K propagaci ceny a nominovaných knih sdružení organizuje také literární festival Litera fest. Udílení cen obvykle vysílá slovenská veřejnoprávní televize. Jediným autorem, který hlavní cenu získal dvakrát, je spisovatel Pavel Vilikovský. Rekordmankou čtenářské soutěže je Veronika Šikulová, která ji vyhrála již třikrát.

## Vítězové
- 2006: Pavel Vilikovský: Čarovný papagáj a iné gýče, Slovenský spisovateľ
- 2007: Marek Vadas: Liečiteľ, LCA
- 2008: Milan Zelinka: Teta Anula, Slovenský spisovateľ
- 2009: Alta Vášová: Ostrovy nepamäti, F.R.&.G.
- 2010: Stanislav Rakús: Telegram, KK Bagala
- 2011: Monika Kompaníková: Piata loď, KK Bagala
- 2012: Vladimír Balla: V mene otca, KK Bagala
- 2013: Víťo Staviarsky: Kale topanky, Marenčin PT
- 2014: Pavel Vilikovský: Prvá a posledná láska, Slovart
- 2015: Veronika Šikulová: Medzerový plod, Slovart
- 2016: Peter Macsovszky: Tantalópolis, Vydavateľstvo Drewo a srd / Vlna
- 2017: Ondrej Štefánik: Som Paula, Tatran
- 2018: Etela Farkašová: Scenár, Vydavateľstvo Spolku slovenských spisovateľov
- 2019: Ivan Medeši: Jedenie, Východoslovenské združenie Valal
- 2020: Alena Sabuchová: Šeptuchy, Artforum
- 2021: Barbora Hrínová: Jednorožce, Aspekt
- 2022: Stanislav Rakús: Ľútostivosť, KK Bagala
- 2023: Soňa Uriková: Dôvod na radosť, KK Bagala

## Cena čtenářů
- 2006: Jaroslava Blažková: Happyendy, Aspekt
- 2007: Dušan Dušek: Zima na ruky, Slovart
- 2008: Viliam Klimáček: Námestie kozmonautov, KK Bagala
- 2009: Pavol Rankov: Stalo sa prvého septembra, Kalligram
- 2010: Veronika Šikulová: Domček jedným ťahom, Slovart
- 2011: Pavel Vilikovský: Pes na ceste, Kalligram
- 2012: Veronika Šikulová: Miesta v sieti, Slovart
- 2013: Lucia Piussi: Život je krátky, Limerick
- 2014: Tomáš Varga: Grázel, KK Bagala
- 2015: Peter Balko: Vtedy v Lošonci. Via Lošonc, KK Bagala
- 2016: Dušan Dušek: Ponožky pred odletom, Slovart
- 2017: Jozef Karika: Trhlina, Ikar
- 2018: Daniel Majling: Ruzká klazika , BRAK
- 2019: Milo Janáč: Milo nemilo, Kráľovstvo dokonalosti
- 2020: Silvester Lavrík: Posledná k. & k. barónka, Dixit
- 2021: Veronika Šikulová: Tremolo ostinato, Slovart
- 2022: Lukáš Onderčanin: Utópia v Leninovej záhrade, Absynt
- 2023: Dušo Martinčok: Niekto sa nájde, Zrejme